# Regierung De Valera IV
Die Regierung De Valera IV war der siebte Exekutivrat des Irischen Freistaats, sie amtierte vom 8. Februar 1933 bis zum 21. Juli 1937.
Bei der Parlamentswahl am 24. Januar 1933 gewann die seit 1932 regierende Fianna Fáil (FF) mit 77 von 153 Sitzen die absolute Mehrheit. Am 8. Februar 1933 wurde Eamon de Valera (FF) mit 82 gegen 54 Stimmen vom Dáil Éireann (Parlament) erneut zum Präsidenten des Exekutivrats (Regierungschef) gewählt. Die Minister wurden am selben Tag vom Dáil gewählt. Die Ernennung der Mitglieder des Exekutivrats erfolgte durch Generalgouverneur Domhnall Ua Buachalla. Die parlamentarischen Sekretäre wurden vom Exekutivrat ernannt. Alle Mitglieder der Regierung gehörten der Fianna Fáil an.
Bei der folgenden Parlamentswahl am 1. Juli 1937 fehlte Fianna Fáil ein Sitz zur absoluten Mehrheit, sie stellte aber wieder die Regierung.

## Zusammensetzung
| Minister | Minister          | Minister | Minister          | Minister | Minister          |
| Amt | Name              | Partei   | Amtszeit          | Amtszeit | Amtszeit          |
| --- | ----------------- | -------- | ----------------- | -------- | ----------------- |
| Präsident des Regierungsrats                                                                                 | Éamon de Valera   | FF       | 8. Februar 1933   | –        | 21. Juli 1937     |
| Vizepräsident des Regierungsrats                                                                             | Seán Ó Ceallaigh  | FF       | 8. Februar 1933   | –        | 21. Juli 1937     |
| Außenminister                                                                                                | Éamon de Valera   | FF       | 8. Februar 1933   | –        | 21. Juli 1937     |
| Bildungsminister                                                                                             | Thomas Derrig     | FF       | 8. Februar 1933   | –        | 21. Juli 1937     |
| Finanzminister                                                                                               | Seán MacEntee     | FF       | 8. Februar 1933   | –        | 21. Juli 1937     |
| Minister für Industrie und Handel                                                                            | Seán Lemass       | FF       | 8. Februar 1933   | –        | 21. Juli 1937     |
| Justizminister                                                                                               | Patrick Ruttledge | FF       | 8. Februar 1933   | –        | 21. Juli 1937     |
| Minister für Land und Fischerei                                                                              | Joseph Connolly   | FF       | 8. Februar 1933   | –        | 29. Mai 1936      |
| Minister für Land und Fischerei                                                                              | Frank Aiken       | FF       | 3. Juni 1936      | –        | 11. November 1936 |
| Minister für Land und Fischerei                                                                              | Gerald Boland     | FF       | 11. November 1936 | –        | 21. Juli 1937     |
| Landwirtschaftsminister                                                                                      | James Ryan        | FF       | 8. Februar 1933   | –        | 21. Juli 1937     |
| Minister für lokale Verwaltung und Gesundheit                                                                | Seán Ó Ceallaigh  | FF       | 8. Februar 1933   | –        | 21. Juli 1937     |
| Minister für Post und Telegraphie                                                                            | Gerald Boland     | FF       | 8. Februar 1933   | –        | 11. November 1936 |
| Minister für Post und Telegraphie                                                                            | Oscar Traynor     | FF       | 11. November 1936 | –        | 21. Juli 1937     |
| Verteidigungsminister                                                                                        | Frank Aiken       | FF       | 8. Februar 1933   | –        | 21. Juli 1937     |
| Staatssekretäre                                                                                              |                   |          |                   |          |                   |
| Amt | Name              | Partei   | Amtszeit          | Amtszeit | Amtszeit          |
| Parlamentarischer Sekretär beim Präsidenten des Regierungsrats Parlamentarischer Sekretär beim Außenminister | Patrick Little    | FF       | 8. Februar 1933   | –        | 21. Juli 1937     |
| Parlamentarischer Sekretär beim Finanzminister                                                               | Hugh V. Flinn     | FF       | 8. Februar 1933   | –        | 21. Juli 1937     |
| Parlamentarischer Sekretär beim Minister für Land und Fischerei                                              | Seán O’Grady      | FF       | 8. Februar 1933   | –        | 21. Juli 1937     |
| Parlamentarischer Sekretär beim Minister für lokale Verwaltung und Gesundheit                                | Francis Ward      | FF       | 21. Juli 1937     | –        | 29. Dezember 1937 |
| Parlamentarischer Sekretär beim Verteidigungsminister                                                        | Seán O’Grady      | FF       | 11. November 1936 | –        | 21. Juli 1937     |
| Parlamentarischer Sekretär beim Verteidigungsminister                                                        | Oscar Traynor     | FF       | 3. Juni 1936      | –        | 10. November 1936 |

## Umbesetzungen
Am 29. Mai 1936 wurde der Senat aufgelöst. Damit endete die Amtszeit des Ministers für Land und Fischerei Joseph Connolly, der als einziger Minister nicht Abgeordneter im Dáil, sondern Senator war. Zu seinem Nachfolger wurde am 1. Juni Verteidigungsminister Frank Aiken gewählt, der beide Ministerien leitete. Das Verteidigungsministerium erhielt mit Oscar Traynor einen zusätzlichen parlamentarischen Sekretär
Am 11. November 1936 kam es zu einer weitern Kabinettsumbildung. Aiken gab das Landministerium wieder ab, neuer Minister wurde Gerald Boland. Dessen bisheriges Ressort, Post und Telegraphie, erhielt Oscar Traynor, bisher parlamentarischer Sekretär beim Verteidigungsminister.